# Championnat d'Afrique des nations masculin de handball
Le Championnat d'Afrique des nations masculin de handball réunit tous les deux ans depuis 1974 les meilleures équipes nationales africaines masculines de handball.
Il est placé sous l'égide de la Confédération africaine de handball et se déroule généralement conjointement avec le Championnat d'Afrique des nations féminin de handball.
La compétition est dominée par trois nations : la Tunisie (10 titres), l'Égypte (9 titres) et l'Algérie (7 titres), aucune autre nation n'ayant remporté de titre. 
Le tenant du titre est l'Égypte, qui remporte son 9e titre en 2024.

## Palmarès

### Par édition
| Édition | Nation hôte    |          | Finale    | Finale        | Finale    |         | Petite finale | Petite finale | Petite finale |
| Édition | Nation hôte    | Champion | Score     | Finaliste     | Troisième | Score   | Quatrième     |               |               |
| ------- | -------------- | -------- | --------- | ------------- | --------- | ------- | ------------- | ------------- | ------------- |
| 1974    | Tunisie        | Tunisie  | TTR       | Cameroun      | Sénégal   | TTR     | Togo          |               |               |
| 1976    | Algérie        | Tunisie  | CF        | Algérie       | Cameroun  | CF      | Togo          |               |               |
| 1979    | Congo          | Tunisie  | 21 – 17   | Égypte        | Algérie   | 26 – 24 | RP Congo      |               |               |
| 1981    | Tunisie        | Algérie  | 30 – 25   | Côte d'Ivoire | Tunisie   | ?? – ?? | Égypte        |               |               |
| 1983    | Égypte         | Algérie  | 25 – 24   | RP Congo      | Tunisie   | ?? – ?? | Égypte        |               |               |
| 1985    | Angola         | Algérie  | 23 – 17   | Tunisie       | RP Congo  | 23 – 20 | Égypte        |               |               |
| 1987    | Maroc          | Algérie  | 22 – 16   | Égypte        | Tunisie   | 21 - 16 | RP Congo      |               |               |
| 1989    | Algérie        | Algérie  | 18 – 17   | Égypte        | Tunisie   | 19 - 18 | RP Congo      |               |               |
| 1991    | Égypte         | Égypte   | TTR       | Algérie       | Tunisie   | TTR     | Maroc         |               |               |
| 1992    | Côte d'Ivoire  | Égypte   | 26 – 24   | Tunisie       | Algérie   | 28 – 16 | Zaïre         |               |               |
| 1994    | Tunisie        | Tunisie  | 18 – 16ap | Algérie       | Égypte    | ?? – ?? | Maroc         |               |               |
| 1996    | Bénin          | Algérie  | 21 – 19ap | Tunisie       | Égypte    | 28 – 21 | Maroc         |               |               |
| 1998    | Afrique du Sud | Tunisie  | 22 – 17   | Algérie       | Égypte    | 35 – 26 | Nigeria       |               |               |
| 2000    | Algérie        | Égypte   | TTR       | Algérie       | Tunisie   | TTR     | Maroc         |               |               |
| 2002    | Maroc          | Tunisie  | 25 – 22   | Algérie       | Égypte    | 34 – 25 | Maroc         |               |               |
| 2004    | Égypte         | Égypte   | 32 – 29   | Tunisie       | Angola    | 31 – 30 | Algérie       |               |               |
| 2006    | Tunisie        | Tunisie  | 26 – 21   | Égypte        | Maroc     | 26 – 25 | Angola        |               |               |
| 2008    | Angola         | Égypte   | 27 – 25   | Tunisie       | Algérie   | 23 – 20 | Angola        |               |               |
| 2010    | Égypte         | Tunisie  | 24 – 21   | Égypte        | Algérie   | 30 – 22 | RD Congo      |               |               |
| 2012    | Maroc          | Tunisie  | 23 – 20   | Algérie       | Égypte    | 29 – 15 | Maroc         |               |               |
| 2014    | Algérie        | Algérie  | 25 – 21   | Tunisie       | Égypte    | 31 – 24 | Angola        |               |               |
| 2016    | Égypte         | Égypte   | 21 – 19   | Tunisie       | Angola    | 25 – 19 | Algérie       |               |               |
| 2018    | Gabon          | Tunisie  | 26 – 24   | Égypte        | Angola    | 29 – 26 | Maroc         |               |               |
| 2020    | Tunisie        | Égypte   | 27 – 23   | Tunisie       | Algérie   | 32 – 27 | Angola        |               |               |
| 2022    | Égypte         | Égypte   | 37 – 25   | Cap-Vert      | Maroc     | 28 – 24 | Tunisie       |               |               |
| 2024    | Égypte         | Égypte   | 29 – 21   | Algérie       | Tunisie   | 35 – 28 | Cap-Vert      |               |               |
| 2026    | Rwanda         |          |           |               |           |         |               |               |               |

### Tableau d'honneur
| Rang  | Nation        | Médaille d'or, Afrique | Médaille d'argent, Afrique | Médaille de bronze, Afrique | Total | Der. |
| ----- | ------------- | ---------------------- | -------------------------- | --------------------------- | ----- | ---- |
| 1     | Tunisie       | 10                     | 8                          | 7                           | 25    | 2024 |
| 2     | Égypte        | 9                      | 6                          | 6                           | 21    | 2024 |
| 3     | Algérie       | 7                      | 8                          | 5                           | 20    | 2024 |
| 4     | Cameroun      | 0                      | 1                          | 1                           | 2     | 1976 |
| 4     | / Congo       | 0                      | 1                          | 1                           | 2     | 1983 |
| 6     | Côte d'Ivoire | 0                      | 1                          | 0                           | 1     | 1981 |
| 6     | Cap-Vert      | 0                      | 1                          | 0                           | 1     | 2022 |
| 8     | Angola        | 0                      | 0                          | 3                           | 3     | 2020 |
| 8     | Maroc         | 0                      | 0                          | 2                           | 2     | 2022 |
| 8     | Sénégal       | 0                      | 0                          | 1                           | 1     | 1974 |
| Total | Total         | 26                     | 26                         | 26                          | 78    | -    |

### Bilan par nation
| Nation         | 74                          | 76                          | 79                          | 81                          | 83                          | 85                          | 87                          | 89                          | 91                          | 92                          | 94                          | 96                          | 98                          | 00                          | 02                          | 04                          | 06                          | 08                          | 10                          | 12                          | 14                          | 16                          | 18                          | 20                          | 22                          | 24                          | P. |
| -------------- | --------------------------- | --------------------------- | --------------------------- | --------------------------- | --------------------------- | --------------------------- | --------------------------- | --------------------------- | --------------------------- | --------------------------- | --------------------------- | --------------------------- | --------------------------- | --------------------------- | --------------------------- | --------------------------- | --------------------------- | --------------------------- | --------------------------- | --------------------------- | --------------------------- | --------------------------- | --------------------------- | --------------------------- | --------------------------- | --------------------------- | -- |
| Afrique du Sud | -                           | -                           | -                           | -                           | -                           | -                           | -                           | -                           | -                           | -                           | -                           | -                           | 10                          | -                           | -                           | -                           | -                           | -                           | -                           | -                           | -                           | -                           | -                           | -                           | -                           | -                           | 1  |
| Algérie        | -                           | Médaille d'argent, Afrique  | Médaille de bronze, Afrique | Médaille d'or, Afrique      | Médaille d'or, Afrique      | Médaille d'or, Afrique      | Médaille d'or, Afrique      | Médaille d'or, Afrique      | Médaille d'argent, Afrique  | Médaille de bronze, Afrique | Médaille d'argent, Afrique  | Médaille d'or, Afrique      | Médaille d'argent, Afrique  | Médaille d'argent, Afrique  | Médaille d'argent, Afrique  | 4                           | 5                           | Médaille de bronze, Afrique | Médaille de bronze, Afrique | Médaille d'argent, Afrique  | Médaille d'or, Afrique      | 4                           | 6                           | Médaille de bronze, Afrique | 5                           | Médaille d'argent, Afrique  | 25 |
| Angola         | -                           | -                           | -                           | 5                           | 10                          | 5                           | 5                           | 7                           | -                           | -                           | -                           | -                           | 8                           | -                           | 6                           | Médaille de bronze, Afrique | 4                           | 4                           | 5                           | 6                           | 4                           | Médaille de bronze, Afrique | Médaille de bronze, Afrique | 4                           | 8                           | 8                           | 19 |
| Bénin          | -                           | -                           | -                           | -                           | -                           | -                           | -                           | -                           | -                           | -                           | Forf.                       | 9                           | -                           | -                           | -                           | -                           | -                           | -                           | -                           | -                           | -                           | -                           | -                           | -                           | -                           | -                           | 1  |
| Burkina Faso   | -                           | -                           | -                           | -                           | -                           | -                           | -                           | -                           | -                           | -                           | -                           | -                           | -                           | -                           | -                           | -                           | -                           | -                           | -                           | 12                          | -                           | -                           | -                           | -                           | -                           | -                           | 1  |
| Cameroun       | Médaille d'argent, Afrique  | Médaille de bronze, Afrique | 5                           | -                           | 5                           | 8                           | -                           | -                           | -                           | -                           | -                           | 7                           | 9                           | -                           | 5                           | 5                           | 9                           | 7                           | 10                          | 7                           | 5                           | 5                           | 9                           | 12                          | 12                          | 10                          | 18 |
| Cap-Vert       | -                           | -                           | -                           | -                           | -                           | -                           | -                           | -                           | -                           | -                           | -                           | -                           | -                           | -                           | -                           | -                           | -                           | -                           | -                           | -                           | -                           | -                           | -                           | 5                           | Médaille d'argent, Afrique  | 4                           | 3  |
| / Congo        | -                           | -                           | 4                           | 7                           | Médaille d'argent, Afrique  | Médaille de bronze, Afrique | 4                           | 4                           | 7                           | Forf.                       | 5                           | 6                           | 6                           | 5                           | 11                          | 10                          | 6                           | -                           | 8                           | 9                           | 7                           | 8                           | 7                           | 9                           | -                           | 13                          | 21 |
| / RD Congo     | -                           | -                           | -                           | -                           | -                           | -                           | -                           | -                           | -                           | 4                           | Forf.                       | Forf.                       | -                           | 7                           | 8                           | 8                           | 11                          | 5                           | 4                           | 8                           | 10                          | 7                           | 8                           | 7                           | 7                           | 6                           | 14 |
| Côte d'Ivoire  | -                           | 6                           | 7                           | Médaille d'argent, Afrique  | 7                           | 6                           | 6                           | 6                           | 5                           | 5                           | 6                           | 8                           | 7                           | -                           | 10                          | Forf.                       | 7                           | -                           | 12                          | 10                          | -                           | -                           | -                           | 14                          | -                           | -                           | 17 |
| Djibouti       | -                           | -                           | -                           | -                           | -                           | -                           | -                           | -                           | -                           | 8                           | 9                           | -                           | -                           | -                           | -                           | -                           | -                           | -                           | -                           | -                           | -                           | -                           | -                           | -                           | -                           | -                           | 2  |
| Égypte         | Disq.                       | Disq.                       | Médaille d'argent, Afrique  | 4                           | 4                           | 4                           | Médaille d'argent, Afrique  | Médaille d'argent, Afrique  | Médaille d'or, Afrique      | Médaille d'or, Afrique      | Médaille de bronze, Afrique | Médaille de bronze, Afrique | Médaille de bronze, Afrique | Médaille d'or, Afrique      | Médaille de bronze, Afrique | Médaille d'or, Afrique      | Médaille d'argent, Afrique  | Médaille d'or, Afrique      | Médaille d'argent, Afrique  | Médaille de bronze, Afrique | Médaille de bronze, Afrique | Médaille d'or, Afrique      | Médaille d'argent, Afrique  | Médaille d'or, Afrique      | Médaille d'or, Afrique      | Médaille d'or, Afrique      | 26 |
| Gabon          | -                           | -                           | -                           | -                           | -                           | -                           | -                           | -                           | -                           | -                           | -                           | -                           | -                           | 6                           | 12                          | -                           | 8                           | -                           | 9                           | 11                          | 9                           | 11                          | 5                           | 8                           | 9                           | 11                          | 11 |
| Ghana          | -                           | -                           | -                           | -                           | -                           | -                           | Forf.                       | -                           | -                           | -                           | -                           | -                           | -                           | -                           | -                           | -                           | -                           | -                           | -                           | -                           | -                           | -                           | -                           | -                           | -                           | -                           | 0  |
| Guinée         | -                           | -                           | -                           | 8                           | -                           | -                           | -                           | -                           | -                           | -                           | -                           | -                           | -                           | -                           | -                           | -                           | -                           | -                           | -                           | -                           | -                           | -                           | -                           | 10                          | 6                           | 5                           | 4  |
| Kenya          | -                           | -                           | -                           | -                           | -                           | -                           | -                           | -                           | -                           | -                           | -                           | -                           | -                           | -                           | -                           | 9                           | -                           | -                           | -                           | -                           | -                           | 12                          | -                           | 15                          | Forf.                       | 15                          | 4  |
| Libye          | -                           | -                           | -                           | -                           | -                           | -                           | -                           | -                           | -                           | -                           | -                           | -                           | -                           | -                           | -                           | 11                          | -                           | -                           | 11                          | -                           | 12                          | 9                           | -                           | 13                          | -                           | 12                          | 6  |
| Madagascar     | 5                           | -                           | -                           | -                           | -                           | -                           | -                           | -                           | -                           | -                           | -                           | -                           | -                           | -                           | -                           | -                           | -                           | -                           | -                           | -                           | -                           | -                           | -                           | -                           | -                           | -                           | 1  |
| Maroc          | -                           | -                           | -                           | -                           | 8                           | Forf.                       | 8                           | 5                           | 4                           | 7                           | 4                           | 4                           | 5                           | 4                           | 4                           | 6                           | Médaille de bronze, Afrique | 8                           | 6                           | 4                           | 6                           | 6                           | 4                           | 6                           | Médaille de bronze, Afrique | 7                           | 21 |
| Namibie        | -                           | -                           | -                           | -                           | -                           | -                           | -                           | -                           | Forf.                       | -                           | -                           | -                           | -                           | -                           | -                           | -                           | -                           | -                           | -                           | -                           | -                           | -                           | -                           | -                           | -                           | -                           | 0  |
| Nigeria        | -                           | -                           | 8                           | 6                           | 9                           | 7                           | Forf.                       | Forf.                       | -                           | Forf.                       | -                           | 5                           | 4                           | -                           | 7                           | -                           | 10                          | 6                           | 7                           | -                           | 11                          | 10                          | 10                          | 11                          | 10                          | 9                           | 15 |
| Rwanda         | -                           | -                           | -                           | -                           | -                           | -                           | -                           | -                           | -                           | -                           | -                           | -                           | -                           | -                           | -                           | -                           | -                           | -                           | -                           | -                           | -                           | -                           | -                           | -                           | -                           | 14                          | 1  |
| Sénégal        | Médaille de bronze, Afrique | 4                           | -                           | -                           | 6                           | 9                           | 7                           | -                           | 6                           | 6                           | 7                           | -                           | -                           | -                           | 9                           | 7                           | Forf.                       | -                           | -                           | 5                           | 8                           | -                           | -                           | Forf.                       | 11                          | -                           | 12 |
| Tchad          | -                           | -                           | -                           | -                           | -                           | -                           | -                           | Forf.                       | -                           | -                           | Forf.                       | Forf.                       | -                           | -                           | -                           | -                           | -                           | -                           | -                           | -                           | -                           | -                           | -                           | -                           | -                           | -                           | 0  |
| Togo           | 4                           | 5                           | 6                           | -                           | -                           | -                           | -                           | -                           | -                           | Forf.                       | 8                           | 10                          | -                           | -                           | -                           | -                           | -                           | -                           | -                           | -                           | -                           | -                           | -                           | -                           | -                           | -                           | 5  |
| Tunisie        | Médaille d'or, Afrique      | Médaille d'or, Afrique      | Médaille d'or, Afrique      | Médaille de bronze, Afrique | Médaille de bronze, Afrique | Médaille d'argent, Afrique  | Médaille de bronze, Afrique | Médaille de bronze, Afrique | Médaille de bronze, Afrique | Médaille d'argent, Afrique  | Médaille d'or, Afrique      | Médaille d'argent, Afrique  | Médaille d'or, Afrique      | Médaille de bronze, Afrique | Médaille d'or, Afrique      | Médaille d'argent, Afrique  | Médaille d'or, Afrique      | Médaille d'argent, Afrique  | Médaille d'or, Afrique      | Médaille d'or, Afrique      | Médaille d'argent, Afrique  | Médaille d'argent, Afrique  | Médaille d'or, Afrique      | Médaille d'argent, Afrique  | 4                           | Médaille de bronze, Afrique | 26 |
| Zambie         | -                           | -                           | -                           | -                           | -                           | -                           | -                           | -                           | -                           | -                           | -                           | -                           | -                           | -                           | -                           | -                           | -                           | -                           | -                           | -                           | -                           | -                           | -                           | 16                          | 13                          | 16                          | 3  |
| Total          | 6                           | 7                           | 9                           | 8                           | 10                          | 9                           | 8                           | 7                           | 7                           | 8                           | 9                           | 10                          | 10                          | 7                           | 12                          | 11                          | 11                          | 8                           | 12                          | 12                          | 12                          | 12                          | 10                          | 16                          | 13                          | 16                          | -  |

Légende : 00 : Pays hôte – Forf. : qualifié mais forfait avant la compétition – Disq. : Disqualifié en cours de compétition – Q : qualifié pour la prochaine édition.

## Championnat d'Afrique des nations B
Comme il existait un Championnat du monde B, un Championnat d'Afrique des nations B, qualificatif pour la CAN, a eu lieu dans les années 1980 :
| Édition | Nation hôte | Vainqueur     | Deuxième      | Troisième | Quatrième         |
| ------- | ----------- | ------------- | ------------- | --------- | ----------------- |
| 1983    | Sénégal     | Sénégal       | RP Congo      | Cameroun  | Maroc             |
| 1985    | Nigeria     | Nigeria       | Côte d'Ivoire | Maroc     | inconnu           |
| 1986    | Ghana       | Côte d'Ivoire | Nigeria       | Ghana     | Maroc ou Éthiopie |
| 1988    | Nigeria     | Côte d'Ivoire | Nigeria       | Maroc     | Tchad             |

À titre d'exemple, la loi 6 de la CAHB prévoyait en 1989 que les six premiers des championnats d'Afrique des nations A étaient qualifiés pour l'édition suivante tandis que les quatre dernier étaient relégués au championnat d'Afrique B. Les quatre premiers de ce championnat d'Afrique B étaient alors qualifiés pour la CAN suivante.